# Gus McKenzie
Gus McKenzie (eigentlich Angus Carl Alexander McKenzie; * 29. Dezember 1954 in Edinburgh) ist ein ehemaliger britischer Leichtathlet und Bobsportler.
Bei den British Commonwealth Games 1974 in Christchurch wurde er mit der schottischen Mannschaft Fünfter in der 4-mal-100-Meter-Staffel und schied über 110 m Hürden im Vorlauf aus.
1975 wurde er Schottischer Meister über 400 m Hürden und im Hochsprung.
Bei den Olympischen Spielen 1984 in Sarajevo kam mit dem britischen Viererbob auf den 15. Platz.

## Persönliche Bestleistungen
- 100 m: 10,73 s, 1981
- 110 m Hürden: 14,28 s, 25. Mai 1980, Birmingham
- 400 m Hürden: 53,0 s,	1975
- Hochsprung: 2,14 m, 31. Mai 1975, London
- Weitsprung: 7,57 m, 26. Mai 1980, Birmingham
- Zehnkampf: 7036 Punkte, 3. Juni 1979, Southampton
- Siebenkampf (Halle): 4942 Punkte, 18. Februar 1979, Cosford